# برونو فراتوس
برونو فراتوس (پرتغالی: Bruno Fratus؛ زادهٔ ۳۰ ژوئن ۱۹۸۹) یک شناگر اهل برزیل است.
از افتخارات وی میتوان به کسب مدال برنز ۵۰ متر آزاد در ۲۰۱۵ کازان اشاره کرد، فراتوس در شنای ۵۰ متر آزاد بازی‌های المپیک تابستانی ۲۰۱۲ در رده چهارم قرار گرفته است.